# جولغاردي
جولغاردي هي لوحة تعود لعام 1971 لكابا مبيتجانا تجامبيتجينبا، وهي فنانة أسترالية من السكان الأصليين من بابونيا في الإقليم الشمالي في أستراليا. من الجدير بالذكر أنه أول عمل لفنان أسترالي من السكان الأصليين يفوز بجائزة الفن المعاصر، وأول اعتراف عام برسمة بابونيا.

## الخلفية والخلق
كان كابا  أستراليًا من السكان الأصليين وُلد في وسط أستراليا النائي حوالي عام 1920. عمل كابا في محطة ماشية في Haasts Bluff قبل أن ينتقل إلى Papunya في الستينيات،  بعد أن كان موجودًا أثناء بناء المدينة في أواخر الخمسينيات.  وبمجرد أن استقر في بابونيا، وفقًا لمؤرخ الفن فيفيان جونسون، كان يشرب الخمر ويشتهر بكونه مسببًا للمتاعب ولصًا للماشية وعداءًا للبقر.  كما كان يتمتع بشخصية جذابة وذكية.  
لسنوات عديدة قبل السبعينيات، كان Kaapa يستخدم التصاميم التقليدية لإنشاء أعمال فنية للبيع. وقد شملت هذه المنحوتات الخشبية واللوحات المائية. في عام 1971، أخذ جاك كوك، المسؤول المحلي، ستة من لوحات كابا من بابونيا إلى أليس سبرينغز، ودخل إحداها في مسابقة محلية، وهي جائزة كالتكس للفنون. في 27 أغسطس تلك الصورة، Gulgardi ، يشار إليها أيضًا باسم حفل الرجال للكنغر ، Gulgardi ، تقاسمت الجائزة الأولى مع عمل جان ويسلي سميث.   وتم رسم الصورة، التي يبلغ حجمها 140 × 60 سم تقريبًا، على باب خزانة قديم من الخشب الرقائقي ولا يزال بداخله مسامير صدئة، بالإضافة إلى ثقوب حيث كان المقبض سابقًا. 

## استقبال
Gulgardi وصفت من قبل معرض فيكتوريا الوطني: «العمل Kaapa، بعناصره التصويرية ودقة التفاصيل المغرية، مزروع لجذب النظرة الغربية. وهي تعيد خلق أيضا مشهد درامي من الرجال المشاركين في الحفل ويخلق الوهم من البعد الثالث».  اعتبرت مؤرخة الفن فيفيان جونسون العمل النموذجي لتقنية كابا في ذلك الوقت. كتبت:
يقام العمل في مركز الفنون Araluen في أليس سبرينغز. 

## فهرس
- Johnson، Vivien (2010). Once Upon a Time in Papunya. Sydney: University of New South Wales Press. ISBN:9781742230078.
- Perkins، Hetti؛ Fink، Hannah (2000). Papunya Tula: genesis and genius. Sydney: Art Gallery of New South Wales in association with Papunya Tula artists. ISBN:0-7347-6306-9.